# Taje Dordże
Trinlej Taje Dordże (tyb.: ཕྲིན་ལས་མཐའ་ཡས་རྡོ་རྗེ་, Wylie: Phrin-las Mtha'-yas Rdo-rje) – urodził się 6 maja 1983 roku w Lhasie w Tybecie, uważany przez swoich zwolenników za XVII inkarnację Karmapy, głowy szkoły Karma Kagyu, jednej z czterech najważniejszych szkół buddyzmu tybetańskiego. Wśród wyznawców buddyzmu istnieje jednak wiele kontrowersji wokół identyfikacji XVII Karmapy.

## Życiorys
Jest starszym synem III Mipama Rinpocze, lamy ze szkoły Ningmapa, i Deczen Łangmo, pochodzącej z arystokratycznej rodziny, wywodzącej swoje drzewo genealogiczne od króla Gesara (młodszy syn Mipama Rinpocze – XIV Sonam Tsemo Rinpocze – został rozpoznany jako tulku w szkole Sakjapa i Gelugpa). W wieku jednego i pół roku chłopiec zaczął mówić ludziom, iż jest Karmapą.
W marcu 1994 roku Taje Dordże i jego rodzina uciekli z Tybetu do Nepalu, a stamtąd do Indii, gdzie w Nowym Delhi podczas ceremonii powitalnej został formalnie rozpoznany jako XVII Karmapa przez Szamara Rinpocze. W listopadzie 1996 roku stał się mnichem, przyjmując ślubowania i schronienie w czasie wielkiej ceremonii w świątyni Bodhgaya, miejscu w którym Budda osiągnął oświecenie. Otrzymał wtedy imię Trinlej Taje Dordże. Rozpoznanie XVII Karmapy Trinleja Taje Dordże odbyło się zgodnie z wielowiekową tradycją Karma Kagyu.

### Polityczne kontrowersje
Podobnie, jak podczas rozpoznania XVI Karmapy, również w przypadku identyfikacji XVII Karmapy doszło do politycznych kontrowersji, które trwają do dzisiaj i są faktycznym powodem podziału w szkole Karma Kagyu. Jeden z ważnych lamów szkoły, Situ Rinpocze, odnalazł innego kandydata na XVII Karmapę – Ogjen Trinle Dordże, którego rozpoznał i oficjalnie intronizował w Tsurphu na terenie Tybetańskiego Regionu Autonomicznego. W kontrowersje wewnątrz linii Karma Kagyu wmieszali się rząd Chińskiej Republiki Ludowej oraz przywódca szkoły Gelug i polityczny lider Tybetańczykow XIV Dalajlama, którzy oświadczyli, że akceptują kandydata wybranego przez Situ Rinpocze. Sprawa dodatkowo skomplikowała się na skutek zawirowań politycznych w indyjskiej prowincji Sikkim, gdzie znajduje się klasztor Rumtek, siedziba XVI Karmapy. W 1993 roku klasztor, przy akceptacji lokalnego stanowego rządu premiera N.B. Bhandari'ego (pomimo konstytucyjnego rozdziału spraw religijnych i państwowych), został przemocą przejęty przez zwolenników Situ Rinpocze, a dotychczasowi rezydenci, mnisi XVI Karmapy, zostali z niego wyrzuceni siłą.

### Edukacja
Taje Dordże wybrał na swoją siedzibę Kalimpong – miasto w Zachodnim Bengalu niedaleko granicy z Sikkimem. Rozpoczął intensywny okres tradycyjnej edukacji klasztornej. Otrzymał bezpośredni przekaz filozofii i praktyki buddyjskiej od najbardziej znanych mistrzów buddyjskich z Tybetu i Indii. W rezultacie tego w 2003 roku został intronizowany przez XIV Szamarpę jako Vidhyadhara (Posiadający Wiedzę). W grudniu 2004 roku Taje Dordże został uznany za Vajra Acharya, wielkiego mistrza Tantry.
Obok tradycyjnego wykształcenia buddyjskiego, Taje Dordże otrzymał również edukację zachodnią od angielskich i australijskich nauczycieli oraz intensywne wprowadzenie do filozofii Zachodu od profesora Harrisona Pembertona z Uniwersytetu Waszyngtona i Lee w Stanach Zjednoczonych.

### Prawo do klasztoru Rumtek
W lipcu 2004 roku Indyjski Sąd Najwyższy ogłosił, że Karmapa Charitable Trust, legalny zarząd powołany jeszcze przez XVI Karmapę, posiada wyłączne prawo do klasztoru Rumtek w Sikkimie, siedziby XVI Karmapy. Decyzja ta potwierdziła decyzje dwóch sądów niższej instancji i stanowi ostateczny werdykt w tej sprawie. W maju 2006 roku Karmapa Charitable Trust oficjalnie uznał Taje Dordże za legalnego następcę XVI Gjałła Karmapy Rangdziung Rigpe Dordże i jedynego prawowitego spadkobiercę klasztoru Rumtek.

### Aktywność
Ponieważ w klasztorze Rumtek obecnie trwa inwentaryzacja, aby zbadać podejrzenia o zaginięciu wielu cennych skarbów szkoły (w tym słynnej Czarnej Korony), Taje Dordże przebywa obecnie w Kalimpongu w Indiach, gdzie kontynuuje swoją tradycyjną edukację wynikającą z posiadania tytułu Karmapy. Często udaje się w podróże po świecie, podczas których odwiedza ośrodki szkoły Karma Kagyu, spotyka się z uczniami, udziela nauk i inicjacji, a także reprezentuje buddyzm na konferencjach i spotkaniach międzyreligijnych. Polskę odwiedził dotychczas trzykrotnie, w 2000, 2004 oraz 2009 roku, udzielając nauk m.in. w Sali Kongresowej w Warszawie. Podczas swojej ostatniej wizyty w Europie w 2009 roku odwiedził wiele ośrodków buddyjskich i przeprowadził publiczne wykłady w Austrii, Czechach, Danii, Francji, Niemczech, Polsce, Rosji, Hiszpanii, Wielkiej Brytanii i na Ukrainie.